# René de Bouillé (militaire)
Pour les articles homonymes, voir René de Bouillé et Bouillé.

Armes des Bouillé : D'argent à la fasce de gueules frettée d'or, accompagnée de deux burelles de gueules.

René de Bouillé, militaire français, chevalier des deux Ordres du roi, capitaine de cent hommes d'armes, Conseiller d'État et privé, laissait veuve avec de nombreux enfants, en 1599, Renée de Laval-Lezay (fille de Pierre Ier, seigneur de Lezay), qui meurt le 18 juin 1625, comte de Crancé, gouverneur de Périgueux, chevalier de l'ordre du Saint-Esprit.

## Biographie

Blason de René de Bouillé

Blasonnement : René de Bouillé écartelait ses armes d'un burelé d'argent et de gueules de huit pièces, un lion morné brochant sur le tout.
La famille de Bouillé est une famille mayennaise dont la notoriété couvrit surtout le XVIe siècle et le XVIIe siècle. Il joua un grand rôle dans les guerres de l'époque. Renée de Laval, sa femme, fille de Pierre Ier de Laval-Lezay, seigneur de Lezay, qui lui survécut, a sa tombe dans l'Église Saint-Front de Mézangers. Leur fils  René de Bouillé est Gouverneur de Laval.
Chevalier de l'ordre de Saint-Michel (1571), conseiller du roi en son conseil privé (1579), gentilhomme ordinaire portant la clef d'or (1585), chevalier de l'ordre du Saint-Esprit (à la promotion du 31 décembre 1585), René de Bouillé eut le gouvernement de Sarlat, de Périgueux, et enfin de la province du Maine. Ses services militaires dataient au moins de 1552, époque où il se trouvait au siège de Metz.Aussitôt après l'assassinat d'Henri III, le sieur de Bouillé se mit à la tête de la noblesse du Maine qui prenait parti pour le Béarnais et courut sus aux ligueurs, au siège de l'Épichelière. Il amena ensuite sa compagnie devant La Ferté-Bernard où le prince de Conti assiégeait Dragues de Comnène, et par son habileté et sa bravoure mérita un éloge de Henri IV Au siège de Sablé, en la même année 1590, et les années suivantes dans une série de combats, prises et reprises de villes, il contribua avec les d'Angennes à chasser du Maine Guy de Saint-Gelais de Lansac et les renforts que le duc de Mercœur lui envoyait incessamment de Bretagne. Après la guerre, Henri IV créa pour lui une compagnie de 30 lances (30 janvier 1598). 
Il mourut, sans doute au Château du Rocher à Mézangers comme sa femme Renée de Laval, entre 1607 et 1615.

## Source
« René de Bouillé (militaire) », dans Alphonse-Victor Angot et Ferdinand Gaugain, Dictionnaire historique, topographique et biographique de la Mayenne, Laval, A. Goupil, 1900-1910 [détail des éditions] (BNF 34106789, présentation en ligne)